# Hombre de Nebraska

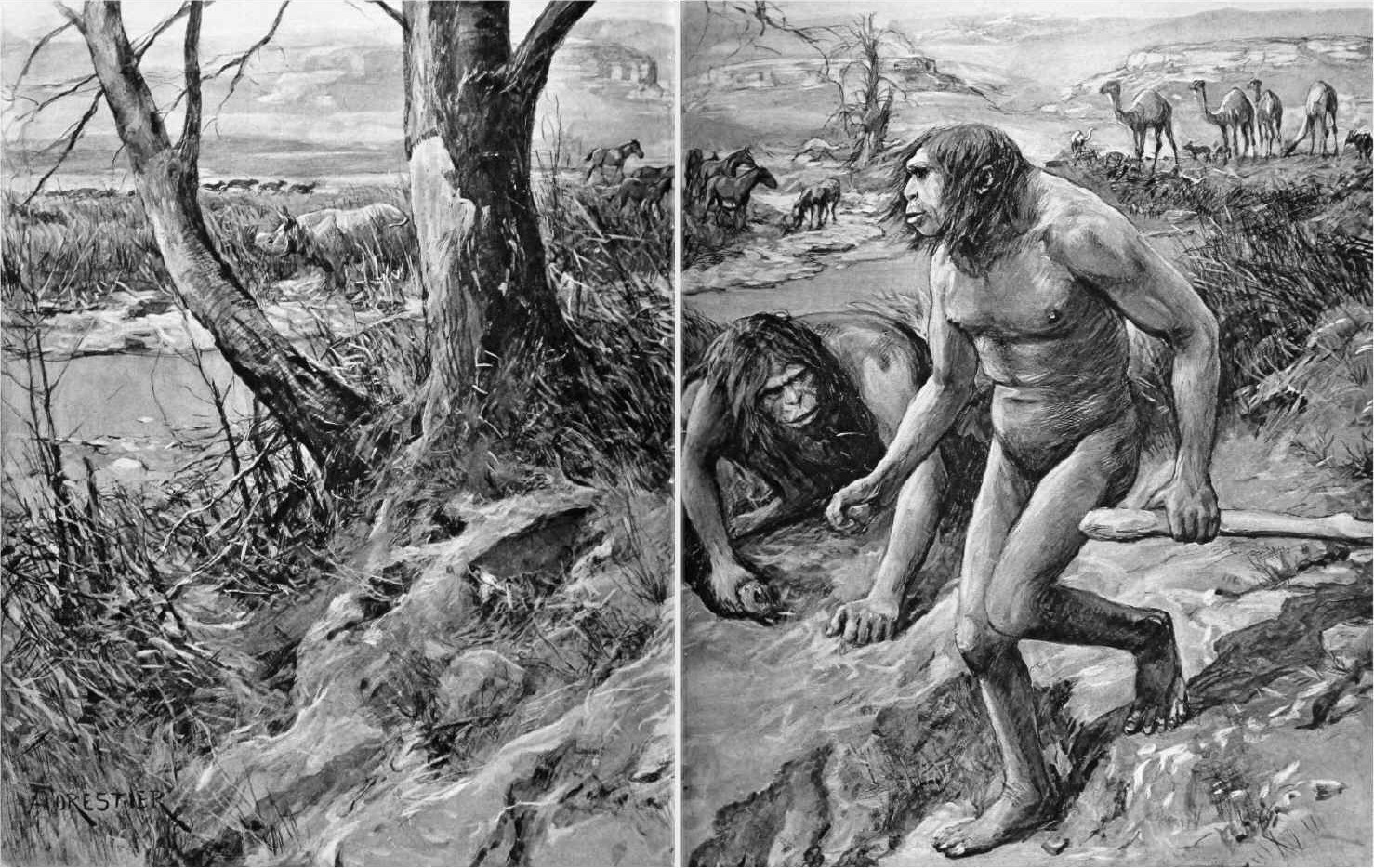
Esta ilustración de H. haroldcookii, del artista Amédée Forestier, se inspiró en el Hombre de Java.

Hombre de Nebraska era un nombre aplicado a Hesperopithecus haroldcookii, una supuesta especie de simio que podía alternar entre andar bípedamente o de manera cuadrúpeda. Fue anunciado como el primer primate superior de América del Norte . Fue descrito originalmente por Henry Fairfield Osborn en 1922, sobre la base de un diente encontrado por el ranchero y geólogo Harold Cook en Nebraska en 1917. Aunque el hombre de Nebraska no fue un engaño deliberado, la clasificación original resultó ser un error y se retractó en 1927.
Hesperopithecus significa "mono del mundo occidental", y haroldcookii se le dio como nombre de la especie en referencia a Cook, un conocido explorador.

## Publicación y retractación

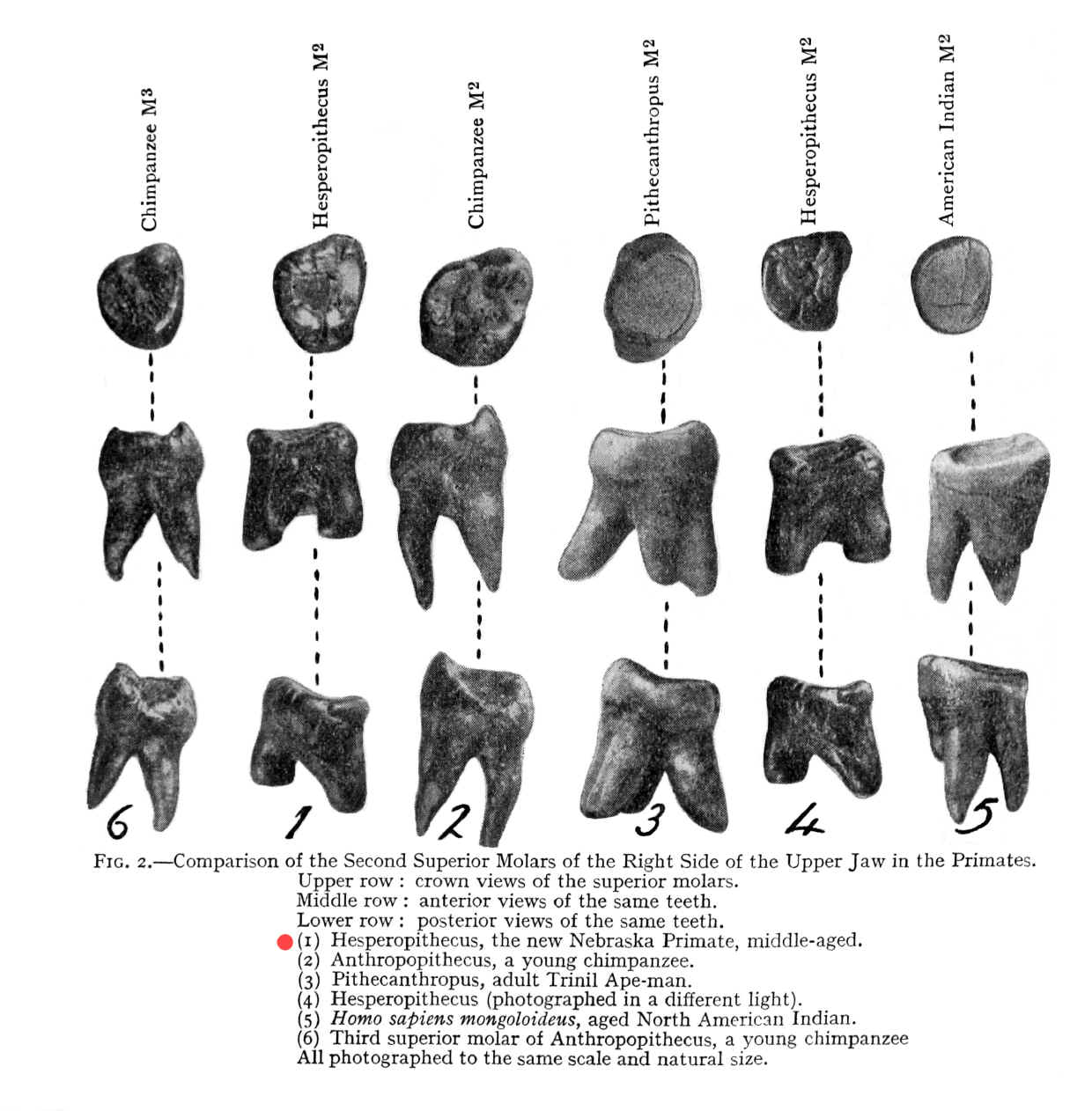
Una comparación del diente Hesperopithecus con los de los primates.

En febrero de 1922, Harold Cook le escribió al Dr. Henry Osborn para informarle de un diente que tenía en su poder desde hacía algún tiempo. El diente se había encontrado años antes en los lechos de Upper Snake Creek de Nebraska junto con otros fósiles típicos de América del Norte. Osborn recibió el espécimen en marzo de 1922 y rápidamente se dispuso a identificarlo. Osborn, junto con el Dr. William D. Matthew pronto llegaron a la conclusión de que el diente había pertenecido a un simio antropoide . Luego le pasaron el diente a William K. Gregory y al Dr. Milo Hellman, quienes acordaron que el diente pertenecía a un simio antropoide más estrechamente relacionado con los humanos que con otros simios. Solo unos meses después, se publicó un artículo en Science que anunciaba el descubrimiento de un simio con forma de hombre en América del Norte.  Una ilustración de H. haroldcookii fue realizada por el artista Amédée Forestier, quien modeló el dibujo en las proporciones de " Pithecanthropus " (ahora Homo erectus ), el " hombre mono de Java ", para el Illustrated London News . Osborn no quedó impresionado con la ilustración, calificándola: "un producto de la imaginación sin valor científico e indudablemente inexacto".
Desde su descripción inicial, Hesperopithecus fue considerado un hallazgo poco concluyente por una gran parte de la comunidad científica. Los exámenes del espécimen continuaron y los descriptores originales continuaron haciendo comparaciones entre Hesperopithecus y los simios. El trabajo de campo adicional en el sitio en los veranos de 1925 y 1926 descubrió otras partes del esqueleto. Estos descubrimientos revelaron que el diente fue identificado incorrectamente. Según estas piezas descubiertas, el diente no pertenecía ni a un hombre ni a un simio, sino a un fósil de una especie extinta de pecarí llamado Prosthennops . La identificación errónea se atribuyó al hecho de que el espécimen original estaba severamente desgastado. La identificación anterior como simio se retractó en la revista Science en 1927.

## Papel en el debate creacionismo versus evolución
Aunque la identidad de H. haroldcookii no logró una aceptación general en la comunidad científica, y la supuesta especie se retractó media década después de que Osborn publicara el artículo original, los creacionistas han promovido el episodio como un ejemplo de la ciencia. errores que pueden socavar la credibilidad de la paleontología y las teorías de la evolución de los homínidos, y cómo dicha información es revisada por pares o aceptada como conocimiento general.
Durante el mismo período de tiempo del descubrimiento y examen del diente, la enseñanza de la evolución en las escuelas públicas estuvo bajo fuego en el juicio de Scopes . La acusación estuvo a cargo de William Jennings Bryan . Antes del juicio, Osborn y Bryan se involucraron en un debate de ida y vuelta sobre la validez de las creencias del otro. Sin embargo, en el juicio, Osborn permaneció callado sobre el tema del hombre de Nebraska. La evidencia comenzaba a acumularse contra Hesperopithecus, y Osborn no quería poner a la defensa en riesgo de perder.

## Otras lecturas
- Gould SJ (1991): Ensayo sobre un cerdo asado. En Bully para brontosaurio . (págs. 432-47). Nueva York: WWNortonISBN 0-393-30857-X
- Brian Regal. Henry Fairfield Osborn: Race and the Search for the Origins of Man (Aldershot, Reino Unido: Ashgate, 2002).